# Adobe Muse
Adobe Muse fue un programa informático de diseño de páginas web desarrollado por Adobe Inc. y distribuido bajo su modelo de subscripción Adobe Creative Cloud.

## Descripción
Presentado en 2012, el objetivo de esta nueva aplicación es que los usuarios diseñen páginas web sin necesidad de escribir código, a diferencia de su hermano mayor Adobe Dreamweaver. Muse genera sitios web estáticos dando la libertad de que estos puedan elegir con libertad sus proveedores de almacenamiento web. Los usuarios también pueden agregar funcionalidades más avanzadas como blogs y comercio electrónico a su sitio web con complementos desarrollados por terceros. Esta aplicación fue discontinuada en marzo de 2020, con las últimas mejoras introducidas en marzo de 2018.